# Ann Peters
Ann Peters est une femme politique grenadienne.

## Biographie
Après avoir reçu elle-même une formation d'infirmière, au début des années 1980, Ann Peters enseigne le métier tout en étant à la tête de la fédération des infirmières du pays.
En octobre 1983, elle participe aux manifestations visant à libérer Maurice Bishop de sa résidence surveillée. Lors des heurts qui s'ensuivent elle sera blessée.
En 2009, elle devient ministre de la Santé de la Grenadine.